# Крокодилът Лайл
„Крокодилът Лайл“ (на английски: Lyle, Lyle, Crocodile) е американски игрален филм с компютърна анимация от 2022 г. на режисьорите Уил Спек и Джош Гордън, по сценарий на Уилям Дейвис. Филмът е адаптация на едноименната детска книга, написан от Бърнард Уабър. Във филма участват Шон Мендес като гласа на заглавния герой, Хавиер Бардем, Констанс Ву, Уинслоу Фегли, Скот Макнайри и Брет Гелман.
Филмът излиза по кината в Съединените щати на 7 октомври 2022 г. от „Кълъмбия Пикчърс“ чрез „Сони Пикчърс Релийзинг“ и получава смесени отзиви от критиците, който печели 64 млн. щ.д. в световен мащаб при бюджет от 50 млн. щ.д.

## Актьорски състав
- Шон Мендес – гласът на Лайл, антропоморфичен крокодил, който не говори, но може да пее[4]
- Хавиер Бардем – Хектор П. Валентис, харизматичния стопанин на Лайл[5]
- Констанс Ву – госпожа Кейти Прим[6]
- Уинслоу Фегли – Джош Прим[7]
- Скот Макнайри – господин Джоузеф Прим[8]
- Брет Гелман – господин Гръмпс[9]
- Его Ниводим – Карол
- Лирик Хърд – Труди[10][11]

## Продукция
„Крокодилът Лайл“ е пълнометражна филмова адаптация по едноименната детска книга, написана от Бърнард Уабър. Обявен е през 2021 г., докато филмовото дуо Уил Спек и Джош Гордън, които са приложени да режисират филма по сценарий на Уилям Дейвис за „Сони Пикчърс“. Снимките се състояха в Ню Йорк. Известните места за заснемане включват 85-та улица, 86-та улица, гарите „Астор Плейс“ и „Баури“, и „Бродуей“, между 45-та и 46-та улица. Оригиналната музика към филма е написана от Бендж Пасек, Джъстин Пол, Ариана Афсар, Емили Гарднър Хю Хол, Марк Сонънблик и Джория Куаме. Визуалните ефекти са поддържани от Framestore, Method, OPSIS и Day for Nite.

## Премиера
Филмът излиза по кината в Съединените щати от „Сони Пикчърс Релийзинг“ на 7 октомври 2022 г. Първоначално е трябвало да бъде пуснат на 22 юли 2022 г., но през септември 2021 г., филмът е отложен до 18 ноември 2022 г. През април 2022 г. филмът беше преместен до 7 октомври, поемайки датата на излизане на предстоящата анимация „Spider-Man: Across the Spider-Verse“.

### Бокс офис
В Съединените щати и Канада, филмът е пуснат заедно с „Амстердам“, и е прожектиран да печели 11 – 12 млн. щ.д. от 4,300 киносалона в първия си уикенд.

## В България
В България филмът излиза по кината на 4 ноември 2022 г. от „Александра Филмс“.
През 2023 г. е достъпен в стрийминг платформата Ейч Би О Макс.